# Клыпин, Лев Гаврилович
Лев Гаврилович Клыпин (17 мая 1918; РСФСР, СССР, Россия, Иркутск — 26 августа 1991; Россия, Иркутск) — советский и российский конькобежец, тренер конькобежного спорта. Руководитель управления по физкультуре и спорту Иркутской городской администрации, более 25 лет был руководителем областной федерации конькобежного спорта. Мастер спорта СССР, заслуженный тренер СССР (1963), судья всесоюзной категории (1956). Представлял общество «Буревестник».

## Биография
Родился 17 мая 1918 года в Иркутске.
Занимался конькобежным спортом, был особенно силён на коротких дистанциях 500 и 1000 м.
Окончил Иркутский государственный медицинский институт в 1940 году.
Участник Великой Отечественной войны, воевал против Квантунской армии.
С 1953 года — на тренерской работе, долгое время оставался единственным штатным тренером в городе Иркутске. На протяжении 20 лет возглавлял федерацию конькобежного спорта Иркутской области (1953—1972).
Воспитал около 30 мастеров спорта СССР, среди воспитанников — члены сборной СССР, многократные чемпионы Сибири и Дальнего Востока, победители матчей пяти городов (Иркутск, Москва, Ленинград, Челябинск и Свердловск) Маркс Васильев и Валерий Захаров, члены сборной СССР Галина Зорина, Галина Поблинкова, Альбина Тузова. В 1959 году после проведения итогов прошедшего года Г. Поблинкова и А. Тузова вошли в список 25-ти сильнейших спортсменок мирового конькобежного спорта на различных дистанциях. В январе 1960 года Г. Поблинкова на льду высокогорного спортивного комплекса «Медео» установила в женском конькобежном многоборье новый, свой первый мировой рекорд. Следующий год ознаменовался завоеванием серебряной медалью А. Тузовой на международном чемпионате в городе Тенигсберге (Норвегия).
Заслуги Льва Гавриловича были отмечены присуждением его звания «Заслуженный тренер СССР» и приёмом на работу в школу высшего спортивного мастерства, где он проработал длительное время, пока в 1978 году не ушёл на пенсию, продолжая выполнять обязанности судьи всесоюзной категории по бегу на коньках.
Умер 26 августа 1991 году в Иркутске.

## Семья
- Сын — Клыпин, Владимир Львович — мастер спорта, входил в состав конькобежной сборной СССР в 60-х годах.
  - Внук — Клыпин, Игорь Владимирович — мастер спорта России.
  - Внук — Клыпин, Денис Владимирович — мастер спорта России.

## Спортивные достижения
- Неоднократный чемпион и рекордсмен города Иркутска, Сибири и Дальнего Востока.
- Мастер спорта СССР
- Заслуженный тренер СССР

## Память
В Музей спорта на стадионе «Труд» города Иркутска передала свои первые коньки ученица Л. Г. Клыпина — О. Р. Рожкова-Третьякова. Ведя беседу с корреспондентом «Иркутского репортёра» Ольга Романовна с теплотой вспоминала, как её учитель помогал ей, 12-летней девочке, делать первые шаги на коньках по льду иркутского ледяного трека.